# Liste der Einträge im National Register of Historic Places im Kendall County (Texas)
Die Liste der Registered Historic Places im Kendall County führt alle Bauwerke und historischen Stätten im texanischen Kendall County auf, die in das National Register of Historic Places aufgenommen wurden.

## Aktuelle Einträge
| Lfd. Nr. | Name im NRHP                                  | Bild | Datum der Eintragung | Adresse/Lage                                                                     | Ort        | NRHP-ID  | Beschreibung |
| -------- | --------------------------------------------- | ---- | -------------------- | -------------------------------------------------------------------------------- | ---------- | -------- | ------------ |
| 1        | Comfort Historic District (Boundary Increase) |      | 25. Aug. 2004        | Roughly bounded by TX 27. Lindner Ave., Cypress Creek, First St., and Front St., | Comfort    | 04000911 |              |
| 2        | Comfort Historic District                     |      | 29. Mai 1979         | TX 27                                                                            | Comfort    | 79002989 |              |
| 3        | Joseph Dienger Building                       |      | 19. Jan. 1984        | 106 W. Blanco Rd.                                                                | Boerne     | 84001901 |              |
| 4        | Gazebo for Alber Steves                       |      | 23. Dez. 2004        | 105 FM 473, at east portion of property                                          | Comfort    | 04001171 |              |
| 5        | Herff-Rozelle Farm                            |      | 3. Dez. 2009         | 33 Heroff Rd.                                                                    | Boerne     | 09000983 |              |
| 6        | Hygieostatic Bat Roost                        |      | 28. März 1983        | E of Comfort                                                                     | Comfort    | 83003144 |              |
| 7        | Kendall County Courthouse and Jail            |      | 15. Feb. 1980        | Public Sq.                                                                       | Boerne     | 80004138 |              |
| 8        | Kendall Inn                                   |      | 29. Juni 1976        | Off U.S. 87                                                                      | Boerne     | 76002045 |              |
| 9        | Otto Brinkmann House                          |      | 12. Dez. 1977        | 701 High St.                                                                     | Comfort    | 77001457 |              |
| 10       | Sisterdale Valley District                    |      | 8. Jan. 1975         | SR 1376                                                                          | Sisterdale | 75001996 |              |
| 11       | Treue Der Union Monument                      |      | 29. Nov. 1978        | High St.                                                                         | Comfort    | 78002966 |              |